# Public Garden
『Public Garden』（パブリック・ガーデン）は、Dragon Ashの2枚目のミニアルバム。1997年4月23日、 ビクターエンタテインメント / Invitationからリリース。

## 解説
本作よりセルフプロデュースが開始される。
『25 - A Tribute To Dragon Ash -』ではストレイテナーが「冬ノ道ノセイ」をカバーしている。

## 収録曲
- 作詞・作曲：降谷建志
- 編曲：Dragon Ash（特記以外）／Dragon Ash&土方隆行（3,7）

1. Realism II
  - 前作「The day dragged on」に収録されていた、Realismの別バージョン。テレビ朝日系列「SPORTS SUPPORTERS」テーマ曲
2. Abillity→Normal
  - 前作「The day dragged on」収録シークレット・トラック「Normal」完全版
3. 冬ノ道ノセイ
4. Future
5. People
6. 虹の彼方
7. Addiction
8. Public Garden
  - 過去のライブではPublic garden (reggae mix)として披露された事もあった(音源化は現在もされていない)。
9. Cool Around
  - シークレット・トラック

## 演奏
- 土方隆行：マンドリン (#3)
- 坂下たけとも：ギター (#7)